# Łaziska (Opole Lubelskie)
Pour les articles homonymes, voir Łaziska.
Łaziska (prononciation [waˈʑiska]) est un village de la gmina de Łaziska du powiat d'Opole Lubelskie dans la voïvodie de Lublin, située dans l'est de la Pologne.
Le village est le siège administratif (chef-lieu) de la gmina appelée gmina de Łaziska.
Il se situe à environ 7 kilomètres à l'ouest d'Opole Lubelskie (siège du powiat) et 50 kilomètres à l'ouest de Lublin (capitale de la voïvodie).
Le village possédait une population de 519 habitants en 2009.

## Histoire
De 1975 à 1998, la ville est attachée administrativement à l'ancienne Lublin.

Depuis 1999, elle fait partie de la nouvelle voïvodie de Lublin.